# Corte de Peleas
Corte de Peleas é um município da Espanha na comarca da Terra de Barros, província de Badajoz, comunidade autónoma da Estremadura. Tem 42,3 km² de área e em 2021 tinha 1 207 habitantes (densidade: 28,5 hab./km²).

## Demografia
| Variação demográfica do município entre 1991 e 2004 | Variação demográfica do município entre 1991 e 2004 | Variação demográfica do município entre 1991 e 2004 | Variação demográfica do município entre 1991 e 2004 |
| --------------------------------------------------- | --------------------------------------------------- | --------------------------------------------------- | --------------------------------------------------- |
| 1991                                                | 1996                                                | 2001                                                | 2004                                                |
| 1265                                                | 1312                                                | 1294                                                | 1257                                                |